# Aleksander Sawicki (1866–1927)
Aleksander Sawicki (ur. 17 stycznia 1866 w Kramkówce, zm. 28 grudnia 1927 w Warszawie) – pułkownik piechoty Wojska Polskiego.

## Życiorys
Urodził się 17 stycznia 1866 we wsi Kramkówka, w ówczesnym powiecie białostockim guberni grodzieńskiej, w rodzinie Pawła. Był katolikiem.
Ukończył pełny kurs Jarosławskiego Wojskowego Progimnazjum w Jarosławiu i Moskiewską Szkołę Junkrów Piechoty. 17 sierpnia 1882 został podoficerem (otrzymał niższą rangę). 17 lipca 1887 został mianowany podporucznikiem, a później awansował na kolejne stopnie: porucznika (9 maja 1892 ze starszeństwem z 17 lipca 1891), sztabskapitana (13 czerwca 1900 ze starszeństwem z 15 marca 1900), kapitana (16 kwietnia 1904 ze starszeństwem z 15 marca 1901) i podpułkownika (26 sierpnia 1912). 12 września 1912 został wyznaczony na stanowisko dowódcy 3. batalionu 28 Połockiego Pułku Piechoty w Tambowie. W szeregach tego pułku walczył w czasie I wojny światowej. Później służył w I Korpusie Polskim w Rosji.
8 stycznia 1919 został wyznaczony na stanowisko komendanta Powiatowej Komendy Uzupełnień Siedlce. 22 maja 1920 został zatwierdzony z dniem 1 kwietnia 1920 w stopniu pułkownika piechoty, w grupie oficerów byłych Korpusów Wschodnich i byłej armii rosyjskiej. W tym czasie służył w Dowództwie Okręgu Wojskowego Warszawa. 1 czerwca 1921 w dalszym ciągu pełnił służbę w DOGen. Warszawa, a jego oddziałem macierzystym był 21 Pułk Piechoty. 26 października 1923 Prezydent RP Stanisław Wojciechowski zatwierdził go w stopniu pułkownika. Przed śmiercią mieszkał w Warszawie przy ul. Wierzbowej 11 m. 8. Zmarł 28 grudnia 1927 w Warszawie. Został pochowany na Starych Powązkach. Był żonaty z katoliczką, dzieci nie miał (stan z 1913).

## Ordery i odznaczenia
- Medal Niepodległości – pośmiertnie 20 lipca 1932 „za pracę w dziele odzyskania niepodległości”[10][2]
- Order Świętego Włodzimierza 4 stopnia z mieczami i kokardą – 5 stycznia 1915[11]
- Order Świętej Anny 2 stopnia z mieczami – 5 stycznia 1915[11]
- Order Świętego Stanisława 2 stopnia z mieczami – 25 maja 1915[11]
- Order Świętej Anny 3 stopnia z mieczami i kokardą – 31 lipca 1915[11]